# Xalitla lezamai
Xalitla lezamai là một loài bọ cánh cứng trong họ Cerambycidae.